# Grace Kelly (chanson)
Pour les articles homonymes, voir Grace Kelly (homonymie) et Kelly.
Singles de Mika
Relax, Take It Easy
(2006) Love Today
(2007)
Pistes de Life in Cartoon Motion
Lollipop
Grace Kelly est une chanson pop, écrite et interprétée par Mika sortie en 2007. C'est un single extrait du premier album du chanteur libano-anglais, Life in Cartoon Motion. 
Le titre de la chanson fait référence à Grace Kelly qui devint notamment Princesse Grace de Monaco et à un moment les paroles font référence à Freddie Mercury du groupe Queen.
Grace Kelly s'est classée en tête du UK Singles Chart au Royaume-Uni alors qu'elle n'était pas encore sortie sur support physique. En France, elle a culminé à la deuxième place des charts numériques.

## Genèse
Produite et mixée par Greg Wells, Grace Kelly est une chanson écrite par Mika, dont le titre fait référence à l'actrice américaine Grace Kelly qui devint notamment Princesse Grace de Monaco. Les morceaux de dialogue utilisés en début et en milieu de chanson sont tirés du film Une fille de la province sorti en 1954 dans lequel joue Grace Kelly. 
La chanson a été conçue pour être une satire des musiciens qui essaient de changer de personnalité pour être populaires. Mika a déclaré que la chanson est inspirée d'une mauvaise expérience qu'il a vécue avec une compagnie de disques et dont le directeur lui a demandé d'être un peu plus comme Craig David ou Robbie Williams. Les paroles « So I tried a little Freddie » (« Donc j'ai essayé un petit peu de Freddie ») font référence à Freddie Mercury du groupe Queen, la voix de Mika ayant souvent été comparée à celle de Freddie Mercury,. 
Mika a confirmé qu'il avait utilisé la mélodie principale de l'air d'opéra Largo al factotum du Barbier de Séville de Gioachino Rossini.

## Sortie et accueil
Grace Kelly est sortie le 8 janvier 2007 au Royaume-Uni. Elle est entrée dans le UK Singles Chart au Royaume-Uni à la troisième place et dans le UK Download Chart (classement des téléchargements de chanson) à la première place. Une semaine plus tard, elle est montée en tête du UK Singles Chart, bien qu'elle ne soit seulement disponible qu'en téléchargement, devenant ainsi la deuxième chanson à être en tête du classement anglais sans ventes sur support physique après Crazy de Gnarls Barkley. La chanson a été numéro un dans le chart anglais pendant cinq semaines et a terminé l'année 2007 en troisième position des meilleures ventes de single de l'année dans le pays. 
Aux États-Unis, Grace Kelly est devenue disponible en téléchargement le 16 janvier 2007 et le 12 février 2007 en Europe[pertinence contestée]. 
Grace Kelly a été classée 89e dans la liste des meilleurs hits de 2007 de MTV Asia. La chanson est le 64e single le plus vendu des années 2000 au Royaume-Uni.

## Clip vidéo
Le clip de la chanson Grace Kelly a été réalisé par Sophie Muller et joué par Mika, et Mae Muller[source secondaire souhaitée]. Le clip a été tourné début novembre 2006 et a été nommé pour de nombreux prix dans le monde entier[réf. nécessaire].
L'introduction instrumentale dans la vidéo est un extrait de la version acoustique de la chanson présente sur certaines versions de l'album[pertinence contestée].

## Représentations culturelles
Grace Kelly apparaît dans le premier épisode de la première saison de la série d'épouvante anglaise Dead Set en 2008, ainsi que dans le 19e épisode de la saison 1 de la série Ugly Betty, Confessions intimes, avec le remix de Bimbo Jones en 2007.
Grace Kelly est la chanson d'ouverture du film Jackpot sorti en 2008. Elle a également été utilisée dans les trailers des films Quand Chuck rencontre Larry en 2007 et L'Abominable Vérité en 2009.
La chanson apparaît dans la version européenne pour DS de Band Hero[source secondaire souhaitée].

## Adaptation française
Écrite par Doriand, chanté pour la première fois en version acoustique pendant le concert que Mika a donné au Parc des Prince en juillet 2008.

## Représentations et reprises
Une version chantée par Mika apparaît sur la compilation de BBC Radio 2 de 2007, The Saturday Sessions: The Dermot O'Leary Show[pertinence contestée].
Mika a interprété la chanson aux MTV Europe Music Awards 2007 à Munich et lors des Brit Awards de 2008 au Earls Court Exhibition Centre à Londres[pertinence contestée].

## Formats et liste des pistes
| - CD single en Australie et au Canada 1. Grace Kelly – 3: 08 2. Grace Kelly (Linus Loves Radio Edit) – 3: 20 3. Over My Shoulder – 4: 44 4. Grace Kelly - vidéo - CD single 1. Grace Kelly – 3: 08 2. Grace Kelly (Linus Loves Radio Edit) – 3: 20 3. Over My Shoulder – 4: 44 - Vinyle 7" A1. Grace Kelly – 3: 07 B1. Satellite – 4: 15 - Vinyle 12" A1. Grace Kelly (Linus Loves Full Vocal Remix) – 6: 46 A2. Grace Kelly (Linus Loves Dub Remix) – 6: 40 B1. Grace Kelly (Tom Neville Full Vocal Remix) – 6: 48 B2. Grace Kelly (Tom Neville Dub Remix) – 7: 08 | Remix/Versions officiels - Grace Kelly – 3: 07 - Grace Kelly (Version acoustique) – 3: 07 - Grace Kelly (Bimbo Jones Remix Edit) – 3: 00 - Grace Kelly (Bimbo Jones Remix) - 6: 26 - Grace Kelly (Version de Les Grandes Gueules) - 3: 07 - Grace Kelly (Linus Loves Radio Edit) – 3: 20 - Grace Kelly (Linus Loves Full Vocal Remix) – 6: 46 - Grace Kelly (Linus Loves Dub Remix) – 6: 40 - Grace Kelly (Pull Tiger Tail Remix) – 4: 26 - Grace Kelly (Tom Neville Full Vocal Remix) – 6: 48 - Grace Kelly (Tom Neville Dub Remix) – 7: 08 |

## Classement et certifications
| Classement (2007)                       | Meilleure position |
| --------------------------------------- | ------------------ |
| Allemagne (Media Control AG)            | 4                  |
| Australie (ARIA)                        | 2                  |
| Autriche (Ö3 Austria Top 40)            | 3                  |
| Belgique (Flandre Ultratop 50 Singles)  | 2                  |
| Belgique (Wallonie Ultratop 50 Singles) | 1                  |
| Canada (Hot 100)                        | 12                 |
| Danemark (Tracklisten)                  | 1                  |
| États-Unis (Hot 100)                    | 75                 |
| États-Unis (Pop Airplay)                | 13                 |
| Europe (Hot 100)                        | 2                  |
| Finlande (Suomen virallinen lista)      | 82                 |
| France (SNEP)                           | 2                  |
| Hongrie (Rádiós Top 40)                 | 3                  |
| Irlande (IRMA)                          | 1                  |
| Italie (FIMI)                           | 1                  |
| Espagne (PROMUSICAE)                    | 1                  |
| Nouvelle-Zélande (RMNZ)                 | 2                  |
| Norvège (VG-lista)                      | 1                  |
| Pays-Bas (Single Top 100)               | 4                  |
| Royaume-Uni (UK Singles Chart)          | 1                  |
| Slovaquie (IFPI Rádio)                  | 4                  |
| Suède (Sverigetopplistan)               | 9                  |
| Suisse (Schweizer Hitparade)            | 2                  |

| Classement (2007) | Position |
| ----------------- | -------- |
| Allemagne         | 21       |

| Classement (2000-2009)         | Position |
| ------------------------------ | -------- |
| UK Top 100 Songs of the Decade | 64       |

| Pays      | Certification | Date | Ventes certifiées |
| --------- | ------------- | ---- | ----------------- |
| Allemagne | Or            | 2007 | 150 000 +         |